# Makaroro (rivière)
La rivière Makaroro  (en anglais : Makaroro River) est un cours d’eau du sud de la région de Hawke's Bay de l’Île du Nord de la Nouvelle-Zélande.

## Géographie
Elle s’écoule vers le sud-est  à partir des pentes de la  chaîne des Ruahine, rencontrant les eaux de la rivière Waipawa à 12 km à l’ouest de la ville de Tikokino.

## Le projet de stockage d’eau de Ruataniwha
(aussi appelé “Tukituki Catchment Proposal”)
Le cours supérieur de la rivière a été proposé comme un site pour un barrage permettant de créer un réservoir de 93 million m3 de stockage d’eau.
Le projet fut soutenu par le “ Hawks Bay Regional Council” pour assurer l’approvisionnement en eau de la région autour du site du barrage. Le Conseil créa pour cela l’ “Hawks Bay Regional Investment Company Ltd” en 2013 pour réaliser ce projet 
.
Du fait de la nature des relations du “Régional Councils”, un “ressource consent” fut exigé par la “Environmental Protection Authority”, et le “Department of Conservation” parce  que certains des terrains du site proposé faisaient partie du parc du ‘parc forestier des Ruahines’ .
Après l’approbation initiale en 2014, deux  appels lancés par la “Hawke’s Bay and Eastern “Fish and Game Council (en) et la  Royal Forest and Bird Protection Society of New Zealand (en) et en  cassation par le  Environmental Defence Society (en) furent examinés par la “Haute Cour” pour  reconsidérer les conditions de l’autorisation. Le 12 décembre 2014, le ‘Juge Collins’ ordonna au Board de  reconsidérer sa décision sur le mécanisme approprié pour la gestion de la quantité d’azote qui entre dans le bassin de drainage et pour donner aux différentes parties une opportunité honnête pour commenter les éléments. La décision finale fut fournie le 25 juin 2015 comprenant quelques amendements sur l’autorisation initiale.